# دانشکده مهندسی مکانیک دانشگاه علم و صنعت ایران
- | درب ورودی دانشکدهٔ مهندسی مکانیک |                                                                 |
| نام مستعار                      | دانشکده مکانیک                                                  |
| بنیانگذاری شده                  | ۱۳۱۱                                                            |
| رئیس                            | دکتر اسماعیل خانمیرزا                                           |
| اعضای هیئت علمی                 | ۳۷ نفر                                                          |
| کارمندان مدیریتی                | - دکتر مجید سیاوشی(معاون آموزشی) - دکتر حجت قاسمی(معاون پژوهشی) |
| دانشجویان                       | ۱۳۰۹ نفر                                                        |
| کارشناسی                        | ۸۵۵ نفر                                                         |
| دکترا                           | ۶۲ نفر                                                          |
| موقعیت                          | ایران، تهران، تهران                                             |
| وبگاه                           | http://mech.iust.ac.ir                                          |

دانشکده مهندسی مکانیک دانشگاه علم و صنعت ایران که از سال ۱۳۱۱ آغاز به کار کرده‌است قدیمی‌ترین دانشکدهٔ این دانشگاه است. داشتن مقاطع کارشناسی، کارشناسی ارشد و دکترا، این دانشکده را در سطح کشور و منطقه بسیار ممتاز کرده‌است. این دانشکده با عنوان "با سابقه ترین دانشکده مهندسی کشور" شهرت دارد.

## دانشجویان
از ۱۳۰۹ دانشجوی مشغول به تحصیل در سال تحیلی ۱۳۸۹–۱۳۸۸ در زمینه مهندسی مکانیک، ۷۵۵ نفر دانشجوی دوره کارشناسی و ۵۵۴ نفر دانشجوی کارشناسی ارشد و دکترا بودند.

## مقاطع آموزشی و گرایش‌ها
هر سه مقطع کارشناسی، کارشناسی ارشد و دکترا در دانشکدهٔ مکانیک دانشگاه علم و صنعت ایران آموزش و ارائه می‌شود. مقاطع کارشناسی و دکترا بدون گرایش و به صورت عمومی و مقطع کارشناسی ارشد در پنج گرایش به صورت زیر ارائه می‌شود:
- طراحی کاربردی
  - مکانیک جامدات
  - کنترل، دینامیک و ارتعاشات
- تبدیل انرژی
  - دینامیک سیالات
  - سیستم‌های انرژی
  - علوم حرارتی
  - نفت و گاز
- ساخت و تولید
  - سیستم‌های تولید صنعتی
  - مکاترونیک
  - شکل‌دهی فلزات
- هوافضا
  - آیرودینامیک
  - جلوبرندگی
  - طراحی سازه
- بیومکانیک[۳]

## کتاب‌خانه
کتاب‌خانهٔ دانشکده بیش‌تر ۸۲۹۵ جلد کتاب تخصصی و آرشیوی از ۵۰ ژورنال علمی دارد. این کتاب‌خانه به سیستم امانت بین کتاب‌خانه‌ای مجهز است که می‌توان به وسیلهٔ آن از سایر کتاب‌خانه‌های دانشگاه‌های ایران کتاب به امانت گرفت. این کتاب‌خانه به نام منوچهر سالور (یکی از دانش‌آموختگان قدیمی دانشگاه علم و صنعت ایران و از پایه‌گذاران صنعت سیمان و قند در ایران) نام‌گذاری شده‌است.

## آزمایشگاه‌ها و کارگاه‌ها
بیش از ۲۰ آزمایشگاه و کارگاه مجهز به وسایل پژوهشی به‌روز، محیطی مناسب برای فعالیت‌های مطالعاتی و تحقیقاتی دانشجویان به وجود آورده‌است.

### آزمایشگاه‌های تحقیقاتی
| ردیف | نام آزمایشگاه تحقیقاتی       | نام مدیر مسئول |
| ---- | ---------------------------- | -------------- |
| ۱    | آکوستیک                      | هاشمی‌نژاد      |
| ۲    | آیرودینامیک                  | تقوی           |
| ۳    | آنالیز مودال                 | احمدیان        |
| ۴    | احتراق                       | بیدآبادی       |
| ۵    | انتقال حرارت                 | بازدیدی        |
| ۶    | بیومکانیک                    | حق‌پناهی        |
| ۷    | تست‌های غیرمخرب               | ریاحی          |
| ۸    | خستگی و شکست                 | آیت‌الهی        |
| ۹    | رباتیک                       | حبیب‌نژاد       |
| ۱۰   | سیستم‌های انرژی               | صنایع          |
| ۱۱   | سازه و سیستم‌های هوایی        | محمدی          |
| ۱۲   | شبیه‌سازی و کنترل سیستم‌ها     | منتظری         |
| ۱۳   | ضربه                         | حسینی‌هاشمی     |
| ۱۴   | کامپوزیت                     | شکریه          |
| ۱۵   | کنترل دیجیتال                | دوائی‌مرکزی     |
| ۱۶   | هیدرودینامیک                 | نوری           |
| ۱۷   | دینامیک سیالات چندفازی       | سیاوشی         |
| ۱۸   | بیومکاترونیک و مهندسی شناختی | بیگ‌زاده        |

### مراکز تحقیقاتی
| ردیف | نام مرکز تحقیقاتی                  | نام مدیر مسئول |
| ---- | ---------------------------------- | -------------- |
| ۱    | مرکز تحقیقات و فناوری ساخت و تولید | میراحمدی       |
| ۲    | مرکز تحقیقات و فناوری شکل‌هی فلزات  | داوودی         |
| ۳    | مرکز تحقیقاتی CFD                  | حسینعلی‌پور     |
| ۴    | مرکز تحقیقات هوافضا                | محمدی          |

### آزمایشگاه‌های آموزشی
| ردیف | نام آزمایشگاه آموزشی       | نام مدیر مسئول |
| ---- | -------------------------- | -------------- |
| ۱    | ترمودینامیک                | ابراهیمی       |
| ۲    | تأسیسات                    | نوری           |
| ۳    | تأسیسات مکانیکال الکتریکال | رونما          |
| ۴    | تست‌های غیرمخرب             | ریاحی          |
| ۵    | ماشین‌های حرارتی            | حسینعلی‌پور     |
| ۶    | دینامیک ماشین              | منتظری         |
| ۷    | مقاومت مصالح               | ظروفی          |
| ۸    | انتقال حرارت               | بازدیدی        |

### کارگاه‌های آموزشی
| ردیف | نام کارگاه آموزشی | نام مدیر مسئول |
| ---- | ----------------- | -------------- |
| ۱    | ماشین ابزار       | میراحمدی       |
| ۲    | ماشین‌های حرارتی   | حسینعلی‌پور     |
| ۳    | مکانیک ماشین‌ها    | معدولیت        |
| ۴    | تأسیسات           | نوری           |
| ۵    | تراشکاری          | میراحمدی       |